# 李承慶
李承慶（？—？），字宸竹，雲南昆明縣人，明朝政治人物。

## 生平
萬曆四年（1576年）丙子科雲南鄉試舉人，萬曆十一年（1583年）任滿城縣訓導。敦崇道義。周濟學生。陞四川鄰水縣知縣。陞岷府審理。